# Empusa guttula
Empusa guttula — богомол родини емпузові, поширений у країнах Африки.

## Опис
Великі та стрункі богомоли з тілом від зеленого до жовтуватого забарвлення. На голові між очима та основами антен мають характерний довгий конічний тім'яний відросток: у самиці з обох боків посередині з одним шипом, на верхівці з двома трикутними лопатями, у самця тонкий, без шипів та з загостренням на кінці. Антени самця гребінчасті. Краї передньоспинки з великими шипами.
Передні тазики з декількома шипами біля основи, внутрішня поверхня їх чорна на верхівці, зовнішня з  2-3 світлими смугами. Передні стегна з 5 зовнішніми та дискоїдальними шипами, з зубчастим краєм між ними. Тазики середніх ніг з широкою округлою лопаттю, на задніх тазиках лопаті менші. Гомілки та стегна середніх та задніх ніг з двома світлими кільцями кожен. Лопаті на стегнах з 2 бурими смугами. Богомоли обох статей крилаті, добре літають. Надкрила виступають за кінець черевця, вічко на них бліде, спереду та ззаду з чорними плямами. Внутрішній край надкрил зазубрений, вони трохи довші за передньоспинку. Задні крила прозорі, передній край трохи димчастий біля веершини. Черевні лопаті сегментів черевця великі, бічні гострі. Церки короткі.

## Ареал
Поширений у багатьох країнах Африки: Алжир, Ангола, Буркіна-Фасо, Єгипет, Ефіопія, Камерун, Кенія, Лівія, Марокко, Намібія, Південно-Африканська Республіка, Сомалі, Танзанія, Туніс. Зустрічається також на Мадагаскарі та в Індії.